# Pont de la Bleuse-Borne
Pour les articles homonymes, voir Bleuse.
Le Pont de la Bleuse Borne est un pont situé à Anzin en France.

## Histoire

### Le premier pont (1927)
Le pont de la Bleuse-Borne est construit en 1927 dans le quartier de la Bleuse-Borne près de l'ancienne fosse du même nom à Anzin en remplacement du passage à niveau de la ligne de Fives à Hirson. En outre de la circulation automobile, il est emprunté par la ligne de tramway de Valenciennes à Condé-sur-l'Escaut et Hergnies qui le franchit en voie unique (côté nord de la route).
- Un tramway de la ligne de Condé-sur-l'Escaut et Hergnies franchit l'ancien passage à niveau de la Bleuse-Borne vers Valenciennes.
- Le pont vu depuis la rampe au nord.
- Id.